# سولومون بيتس
سولومون بيتس (بالإنجليزية: Solomon Bates)‏ هو لاعب كرة قدم أمريكية أمريكي، ولد في 23 ديسمبر 1981 في مورينو فالي في الولايات المتحدة.

## وصلات خارجية
- سولومون بيتس على موقع مرجع كرة القدم المحترفة.كوم (الإنجليزية)